# Parastrigea campanula
Parastrigea campanula är en plattmaskart. Parastrigea campanula ingår i släktet Parastrigea och familjen Strigeidae. Inga underarter finns listade i Catalogue of Life.